# Haploops fundiensis
Haploops fundiensis är en kräftdjursart som beskrevs av Wildish och Dickinson 1982. Haploops fundiensis ingår i släktet Haploops och familjen Ampeliscidae. Inga underarter finns listade i Catalogue of Life.